# Dolph Schayes
Adolph "Dolph" Schayes (Bronx, 19 de maio de 1928 — Syracuse, 10 de dezembro de 2015) foi um jogador e treinador norte-americano de basquete profissional que disputou dezoito temporadas na National Basketball Association (NBA).
Ele foi 12 vezes selecionado para o All-Star Game da NBA e ganhou um título da NBA com o Syracuse Nationals em 1955. Ele foi nomeado um dos 50 maiores jogadores da história da NBA e um dos 76 jogadores nomeados para a equipe do 75º aniversário da NBA em 2021. Ele foi introduzido no Hall da Fama do Basquete em 1973.
Schayes jogou toda a sua carreira com os Nationals e seu sucessor, o Philadelphia 76ers, de 1948 a 1964. Depois que os Nationals se mudaram para a Filadélfia, Schayes tornou-se jogador-treinador dos recém-formados 76ers. Ele se aposentou após a temporada de 1963-64 e permaneceu como treinador por mais duas temporadas, ganhando o prêmio de Treinador do Ano da NBA em 1966.

## Primeiros anos
Filho de Tina, dona de casa, e Carl Schayes, motorista de caminhão da Consolidated Laundries, Schayes nasceu no Bronx. Seus pais eram imigrantes romenos-judeus.

## Carreira no basquete

### Ensino médio e universidade
Schayes frequentou a Creston Junior High School 79 e a DeWitt Clinton High School no Bronx, onde jogou pelo time de basquete e o levou a um título do bairro.
Ele jogou basquete universitário na Universidade de Nova York entre 1944 e 1948. Em 1945, como um calouro de 16 anos, Schayes ajudou a NYU a chegar à final da NCAA. Schayes se formou em engenharia aeronáutica e ganhou o Prêmio Haggerty em seu último ano. Seu treinador da NYU, Howard Cann, disse sobre ele: "Ele estava na academia praticando cada minuto livre. Tivemos que expulsá-lo".

### Carreira profissional
Schayes foi selecionado pelo New York Knicks como a 4ª escolha geral no draft da BAA de 1948 e pelo Tri-Cities Blackhawks no draft da NBL. Os Blackhawks negociaram seus direitos com o Syracuse Nationals, que então lhe ofereceu um contrato no valor de US$ 7.500, 50% a mais que os Knicks, influenciando sua decisão de ir para Syracuse. Schayes jogou uma temporada na NBL e foi nomeado o Novato do Ano. Na temporada seguinte (1949-1950), os Nationals mudaram-se para a recém-formada National Basketball Association como parte da fusão entre a BAA e a NBL.
No início da carreira de Schayes, ele quebrou o braço direito e jogou quase uma temporada inteira engessado. Estranhamente, essa lesão se tornou um ponto seminal em seu desenvolvimento: ele aprendeu a arremessar com a mão inábil, tornando-o especialmente difícil de defender. Ele foi um dos melhores - e o último - a usar um arremesso de duas mãos com os pés plantados no chão, antes que o jogo mudasse para arremessos de uma mão.

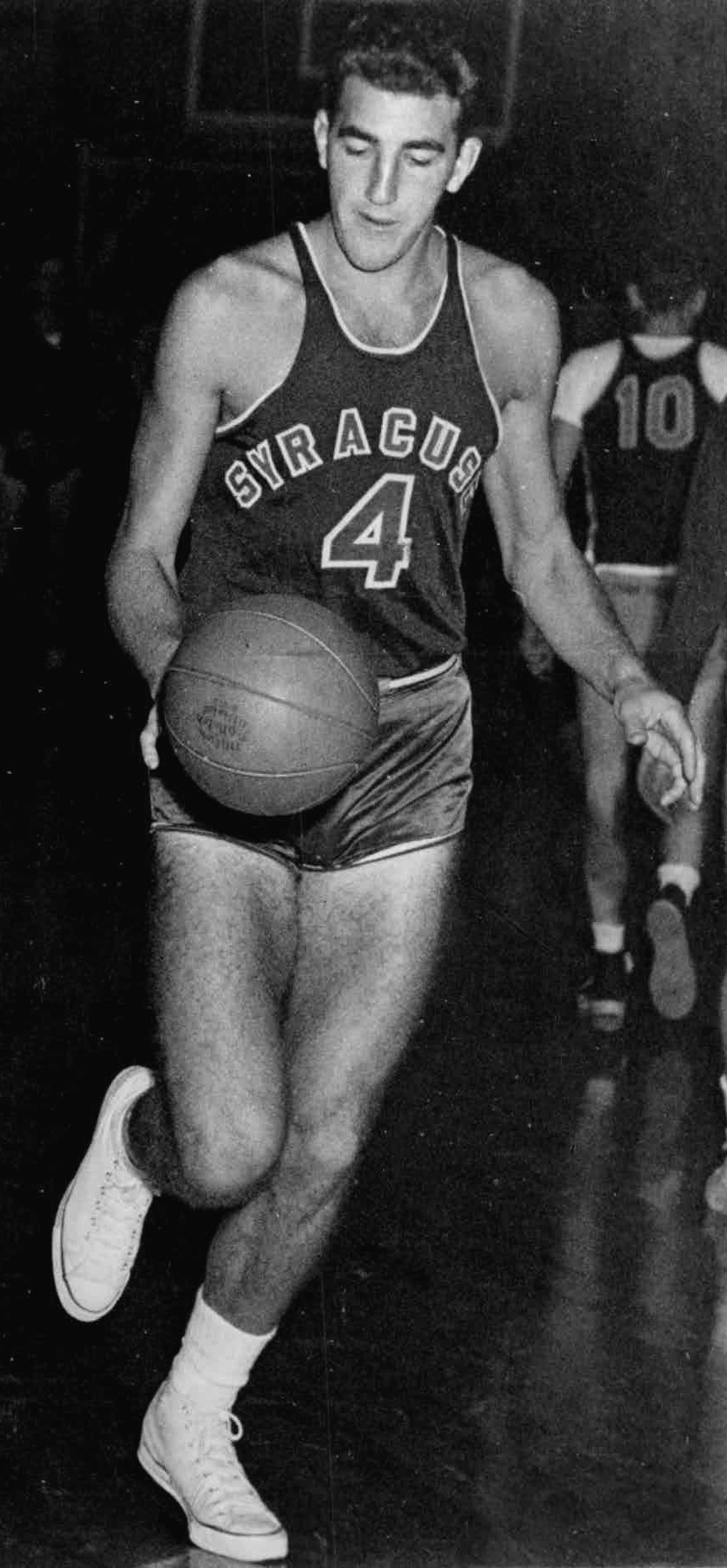
Schayes em 1951

Na temporada de 1949-50, ele foi o 6º na liga em assistências com 259. Ele liderou a NBA em rebotes em 1950-51 com 1.080. Ele foi o terceiro na liga em rebotes em 1952-53 com 920. Em 1953-54, sua média de 12,3 rebotes foram o quarto melhor da NBA.
Em 1954-55, ele liderou sua equipe ao título da NBA. Em 1956-57, ele liderou a liga em lances livres com 625, enquanto pegava 1.008 rebotes (3º na liga) e tinha média de 22,6 pontos (4º na liga). Em 1957, ele estabeleceu um recorde de mais lances livres consecutivos em um único jogo com 18. Em 1957-58, ele teve média de 24,9 pontos, o segundo melhor em sua carreira, e teve média de 14,2 rebotes (quarto na NBA).
Em 1959, Schayes marcou 50 pontos em um jogo contra o Boston Celtics. Na NBA, ele jogou todos os jogos de 17 de fevereiro de 1952 a 26 de dezembro de 1961, uma sequência recorde de 706 jogos. Em 1961, ele se tornou o primeiro jogador na história da NBA a acumular 30.000 PRA (pontos + rebotes + assistências) na carreira. Ele foi a primeira pessoa na NBA a ultrapassar 15.000 pontos.

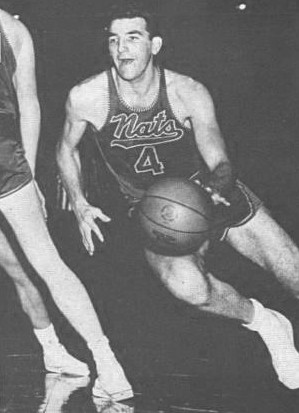
Schayes em 1957

12 vezes selecionado para o All-Star Game da NBA, Schayes foi seis vezes eleito para o All-NBA First Team. Ele ficou em segundo lugar na votação de MVP em 1958 e 5º em 1956 e 1957. Quando se aposentou em 1964, ele detinha os recordes da NBA de jogos disputados (996) e tentativas de arremesso (7.904) e foi o segundo em pontuação (18.438) e terceiro em rebotes (11.256).
Em 1970, ele foi eleito para a equipe do 25º aniversário da NBA como um dos 12 melhores jogadores aposentados. Em 1972, ele foi eleito para o Hall da Fama da NBA. Em 1996, ele foi selecionado como um dos 50 maiores jogadores da história da NBA. Em 2021, ele foi eleito para a equipe do 75º aniversário da NBA.
Os 76ers aposentou sua camisa em 12 de março de 2016.

### Técnico da NBA e supervisor de arbitragem
Quando os Nationals se mudaram para a Filadélfia em 1963 como Philadelphia 76ers, Schayes tornou-se jogador-treinador. No entanto, sua carreira de jogador havia praticamente terminado; ele jogou apenas em 24 jogos, a única vez em sua carreira em que jogou em menos de 50 jogos. Ele não jogou durante os playoffs.
Ele se aposentou como jogador após a temporada, mas permaneceu como treinador por mais três temporadas. Ele foi nomeado treinador do ano da NBA em 1966. Naquela temporada, ele liderou os Sixers ao título da temporada regular da Divisão Leste, encerrando um reinado de nove anos do Boston Celtics. No entanto, os Celtics derrotaram os Sixers na final do Leste e Schayes foi demitido. Ele foi sucedido por Alex Hannum, que levou a equipe ao melhor recorde da história da liga na época e um título da NBA.
De 1966 a 1970, ele foi o supervisor dos árbitros da NBA. Ele foi nomeado o primeiro treinador do Buffalo Braves em 1970.

### Treinador na Macabíadas
Schayes treinou o time de basquete dos EUA no Macabíadas de 1977 e os levou a medalha de ouro. Ele também desempenhou um papel ativo arrecadando dinheiro para as Macabíadas.

## Vida pessoal
Schayes se estabeleceu em Syracuse, Nova York, em 1948, onde jogou pela primeira vez na NBA e onde foi incorporador imobiliário após seus dias de jogador.
O filho de Schayes é Danny Schayes, que jogou na NBA por 18 temporadas. Suas netas, Abi, Carla e Rachel Goettsch, ganharam medalhas de prata na equipe de vôlei dos Estados Unidos nas Macabíadas de 2001, e seu neto, Mickey Ferri, ganhou uma medalha de ouro no revezamento 4 × 100 metros nas Macabíadas de 2005.
Em maio de 2015, Schayes foi introduzido na Calçada da Fama do Bronx, onde recebeu uma rua nomeada em sua homenagem, chamada "Dolph Schayes Street".

## Morte
Em 10 de dezembro de 2015, Schayes morreu de câncer aos 87 anos. Ele foi enterrado no Woodlawn Cemetery (Syracuse, NY), Seção 30, Lote 475.

## Estatísticas da NBA

### Temporada regular
| Ano      | Equipe       | PJ  | MPJ   | AP   | LL    | RT    | AS  | PPJ  |
| -------- | ------------ | --- | ----- | ---- | ----- | ----- | --- | ---- |
| 1949–50  | Syracuse     | 64  | –     | .385 | .774  | –     | 4.0 | 16.8 |
| 1950–51  | Syracuse     | 66  | –     | .357 | .752  | 16.4* | 3.8 | 17.0 |
| 1951–52  | Syracuse     | 63  | 31.8  | .355 | .807  | 12.3  | 2.9 | 13.8 |
| 1952–53  | Syracuse     | 71  | 37.6  | .374 | .827  | 13.0  | 3.2 | 17.8 |
| 1953–54  | Syracuse     | 72  | 36.9  | .380 | .827  | 12.1  | 3.0 | 17.1 |
| 1954–55† | Syracuse     | 72  | 35.1  | .383 | .833  | 12.3  | 3.0 | 18.5 |
| 1955–56  | Syracuse     | 72  | 35.0  | .387 | .858  | 12.4  | 2.8 | 20.4 |
| 1956–57  | Syracuse     | 72  | 39.6* | .379 | .904  | 14.0  | 3.2 | 22.5 |
| 1957–58  | Syracuse     | 72  | 40.5* | .398 | .904* | 14.2  | 3.1 | 24.9 |
| 1958–59  | Syracuse     | 72  | 36.7  | .387 | .864  | 13.4  | 2.5 | 21.3 |
| 1959–60  | Syracuse     | 75  | 36.5  | .401 | .893* | 12.8  | 3.4 | 22.5 |
| 1960–61  | Syracuse     | 79  | 38.1  | .372 | .868  | 12.2  | 3.7 | 23.6 |
| 1961–62  | Syracuse     | 56  | 26.4  | .357 | .897* | 7.8   | 2.1 | 14.7 |
| 1962–63  | Syracuse     | 66  | 21.8  | .388 | .879  | 5.7   | 2.7 | 9.5  |
| 1963–64  | Philadelphia | 24  | 14.6  | .308 | .807  | 4.6   | 2.0 | 5.6  |
| Carreira | Carreira     | 996 | 33.1  | .374 | .846  | 11.6  | 3.0 | 17.7 |
| All-Star | All-Star     | 11  | 22.5  | .440 | .840  | 9.5   | 1.5 | 12.5 |

### Playoffs
| Ano      | Equipe   | PJ | MPJ  | AP   | LL   | RT   | AS  | PPJ  |
| -------- | -------- | -- | ---- | ---- | ---- | ---- | --- | ---- |
| 1950     | Syracuse | 11 | –    | .385 | .733 | –    | 2.5 | 17.1 |
| 1951     | Syracuse | 7  | –    | .448 | .766 | 14.6 | 2.9 | 20.4 |
| 1952     | Syracuse | 7  | 35.4 | .451 | .769 | 12.9 | 2.1 | 20.3 |
| 1953     | Syracuse | 2  | 29.0 | .250 | .769 | 8.5  | 0.5 | 9.0  |
| 1954     | Syracuse | 13 | 28.8 | .457 | .741 | 10.5 | 1.8 | 16.0 |
| 1955†    | Syracuse | 11 | 33.0 | .359 | .840 | 12.8 | 3.6 | 19.0 |
| 1956     | Syracuse | 8  | 38.8 | .366 | .880 | 13.9 | 3.4 | 22.1 |
| 1957     | Syracuse | 5  | 43.0 | .305 | .891 | 18.0 | 2.8 | 21.4 |
| 1958     | Syracuse | 3  | 43.7 | .391 | .833 | 15.0 | 3.1 | 26.7 |
| 1959     | Syracuse | 9  | 39.0 | .400 | .916 | 13.0 | 4.6 | 28.2 |
| 1960     | Syracuse | 3  | 42.0 | .455 | .933 | 16.0 | 2.7 | 29.3 |
| 1961     | Syracuse | 8  | 38.5 | .336 | .900 | 11.4 | 2.6 | 20.6 |
| 1962     | Syracuse | 5  | 19.0 | .364 | .692 | 7.0  | 1.0 | 11.4 |
| 1963     | Syracuse | 5  | 21.6 | .455 | .917 | 5.6  | 1.4 | 10.2 |
| Carreira | Carreira | 97 | 34.3 | .387 | .827 | 12.2 | 2.5 | 19.4 |